# تريستان إنغرام
تريستان إنغرام (بالإنجليزية: Tristan Ingram)‏ هو دي جيه بريطاني، ولد في 25 مارس 1982.

## وصلات خارجية
- الموقع الرسمي